# Miharu-goma

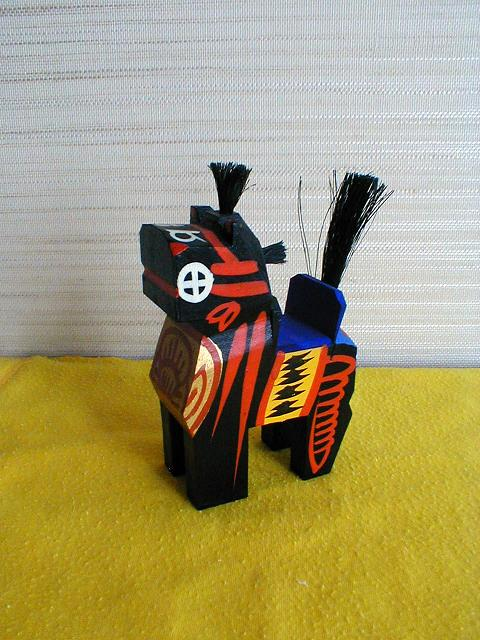
Miharu-goma.

Un Miharu-goma (三春駒) est un petit jouet en bois, anguleux et richement coloré, représentant un cheval. Il fait partie des arts populaires de la ville de Miharu, dans la préfecture de Fukushima, au Japon.

## Origine
Les Miharu-goma existent au Japon depuis environ 1 500 ans. 
Ces jouets trouvent leur origine dans une légende concernant Sakanoue no Tamuramaro. Selon cette légende, il a reçu l'aide d'un cheval de bois magique, ou bien a pu gagner une bataille grâce à l'apparition au moment opportun d'un troupeau de chevaux sauvages.
Les jouets originaux étant sculptés à partir de chutes d'images bouddhistes, le Miharu-goma a toujours eu des croyances associées. Bien que généralement fabriqués en bois peint, ils sont parfois construits en paille, ou même en papier. Ils seraient en mesure de transmettre des messages aux dieux au nom du requérant.